# Caladenia helvina
Caladenia helvina är en orkidéart som beskrevs av David Lloyd Jones. Caladenia helvina ingår i släktet Caladenia och familjen orkidéer.
Artens utbredningsområde är Tasmanien. Inga underarter finns listade i Catalogue of Life.